# Viaggio verso la libertà
Viaggio verso la libertà (The Road Within) è un film del 2014 diretto da Gren Wells.

## Trama
Dopo la morte di sua madre Vincent, un teenager con la Sindrome di Tourette è ricoverato da suo padre in una clinica per disturbi del comportamento. Mentre si trova lì condivide la stanza con Alex, un inglese con un disturbo ossessivo-compulsivo, e conosce Marie che è ricoverata per un disturbo alimentare.
Dopo che un bambino filma Vincent con il suo cellulare e Vincent lo attacca, lui e Marie vengono chiamati nell'ufficio di Mia Rose, una dottoressa, che li rimprovera. Marie le ruba le chiavi della macchina. Quando Alex scopre Marie e Vincent che scappano nel cuore della notte, cerca di avvertire Rose, ma viene preso da loro. I tre si dirigono verso l'oceano dove Vincent spera di spargere le ceneri di sua madre. Tuttavia Vincent non ricorda il luogo esatto della gita al mare che lui e sua madre hanno fatto anni fa. Il trio alla fine decide di andare a Santa Cruz.
Rose informa il padre di Vincent, Robert, che suo figlio è scomparso e, piuttosto che permettere alla polizia di arrestarli, lei e Robert cercano di rintracciarli. Lungo la strada, Marie e Vincent iniziano una relazione tra loro.
Quando finalmente raggiungono l'oceano, Marie crolla prima che possano raggiungere l'acqua. Marie viene ricoverata in ospedale e mentre sono lì, i tre si riuniscono a Rose e Robert. Marie, che viene alimentata forzatamente ed è stata trattenuta, chiede a Vincent di scappare con lei, ma Vincent rifiuta. Egli, invece, ha una conversazione con suo padre, che si scusa per averlo trattato male e decide di rimanere a Santa Cruz, così da poter stare vicino a Marie. Invece di andarsene con Rose, Alex decide di rimanere con lui.